# Trachelium caeruleum
Trachelium caeruleum är en klockväxtart som beskrevs av Carl von Linné. Trachelium caeruleum ingår i släktet Trachelium och familjen klockväxter. Inga underarter finns listade i Catalogue of Life.

## Bildgalleri

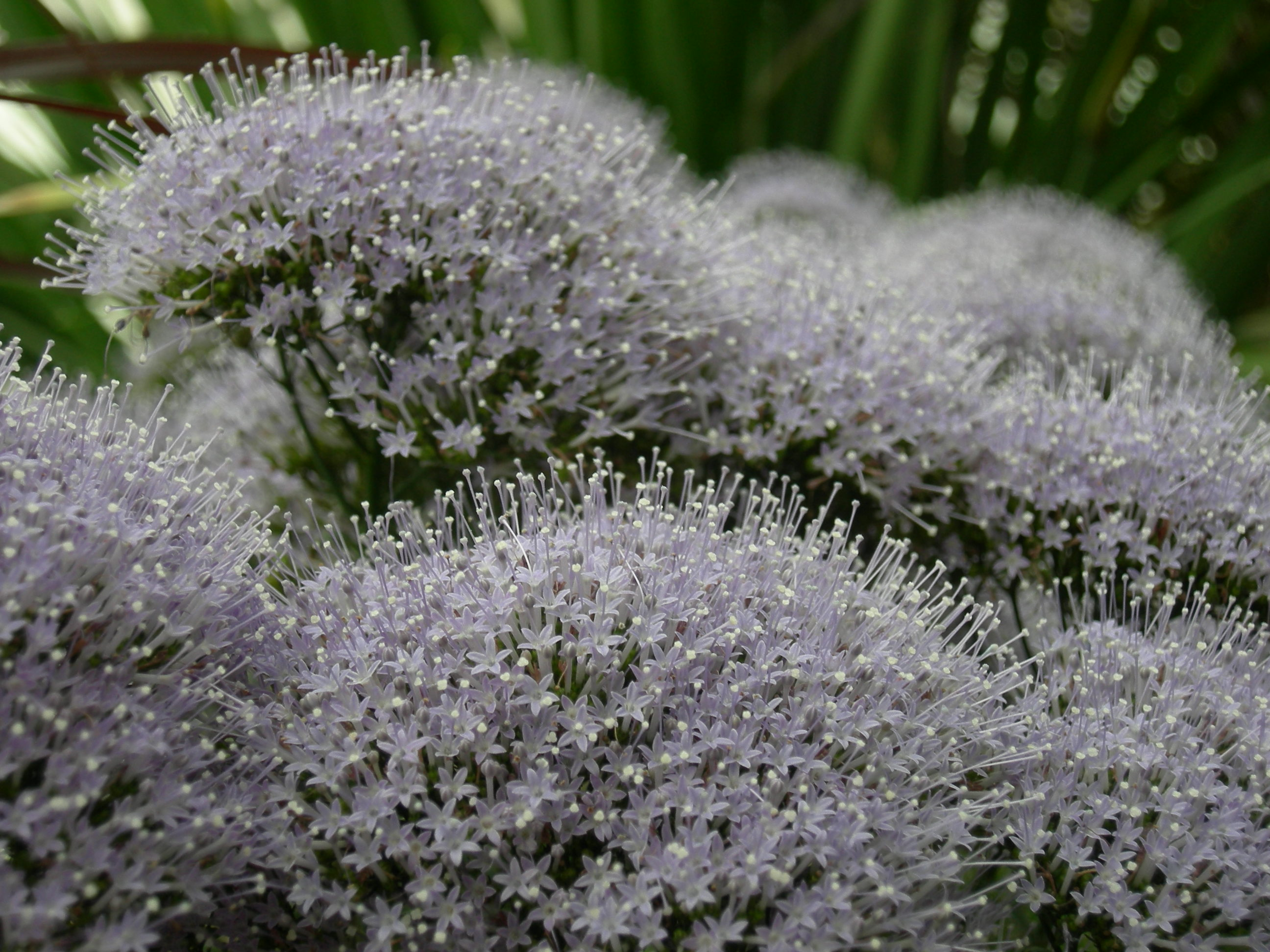
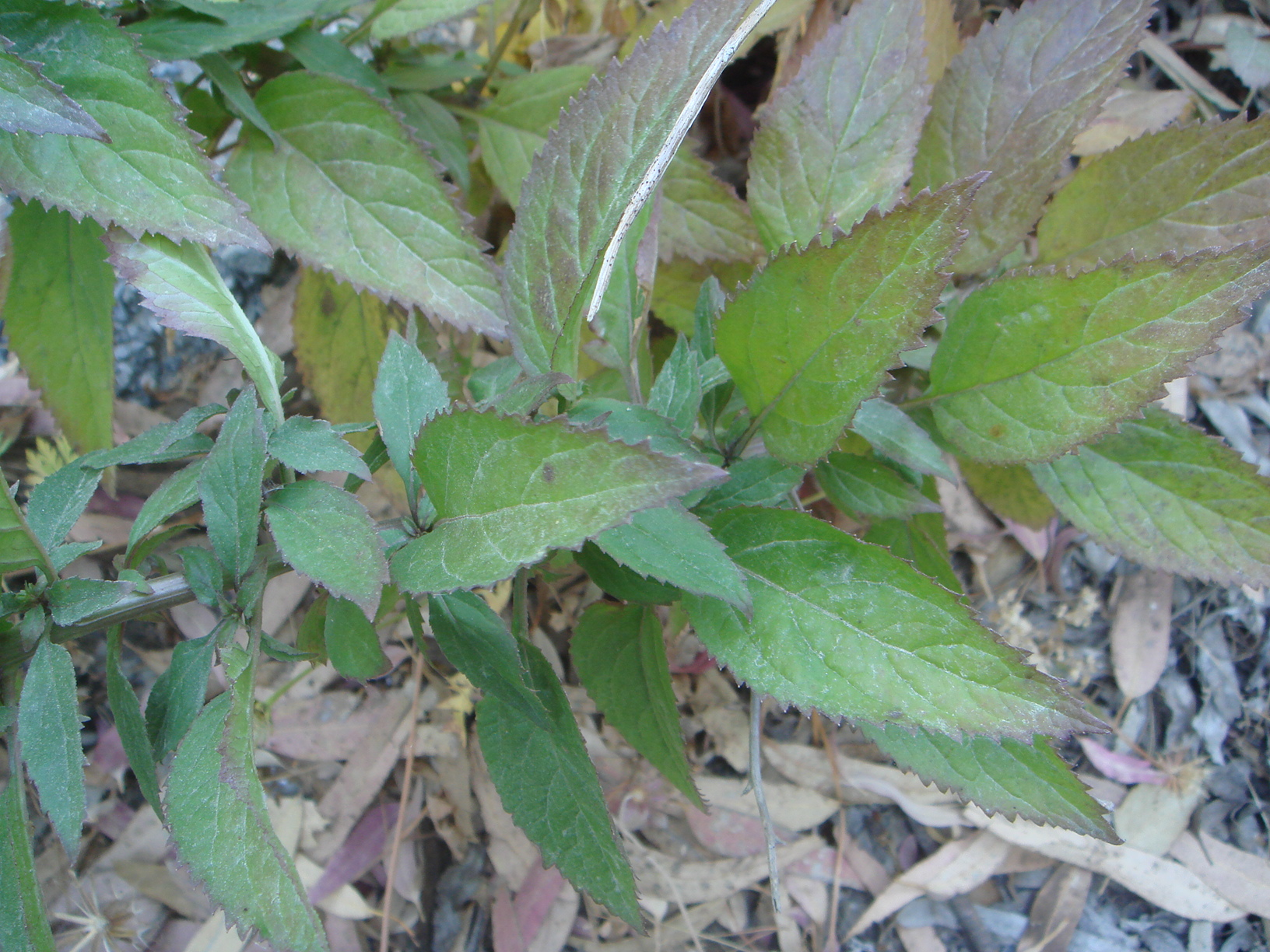